# Elvi līga
Die Elvi līga ist die höchste Spielklasse Lettlands im Floorball (Unihockey). 1993 wurde die erste Saison gestartet. Bis 2015 hieß die Liga Elite League.
2024/25 spielen 10 Mannschaften in der Hauptrunde. Die besten acht Mannschaften qualifizieren sich am Ende der Hauptrundensaison für die Play-offs, bei denen anschließend der Meister ermittelt wird. Absteiger gibt es nicht.

## Mannschaften 2024/25
In der Saison 2024/25 sind 10 Mannschaften in der Elvi līga vertreten:
| Mannschaft         | Heimatstadt |
| ------------------ | ----------- |
| FS Masters/Ulbroka | Ulbroka     |
| FK Talsi           | Talsi       |
| Ķekavas Bulldogs   | Ķekava      |
| FBK Valmiera       | Valmiera    |
| FK Lielvārde       | Lielvārde   |
| Rubene Floorball   | Kocēni      |
| FK Lekrings        | Cēsis       |
| FBK SĀC            | Saulkrasti  |
| FK Kurši           | Liepāja     |
| Irlava/Avant       | Tukums      |

## Meister
| Jahr | Meister                 | Jahr | Meister          | Jahr | Meister            | Jahr | Meister            |
| ---- | ----------------------- | ---- | ---------------- | ---- | ------------------ | ---- | ------------------ |
| 1994 | FK Lekrings             | 2004 | Ķekavas Bulldogs | 2014 | Cēsu alus/Lekrings | 2024 | FS Masters/Ulbroka |
| 1995 | FK Lekrings             | 2005 | Rubene Floorball | 2015 | Cēsu alus/Lekrings |      |                    |
| 1996 | FK Lekrings             | 2006 | Latvijas Avīze   | 2016 | FK Lielvārde       |      |                    |
| 1997 | FK Līgatne              | 2007 | Latvijas Avīze   | 2017 | FK Ulbroka         |      |                    |
| 1998 | Ķekaviņa                | 2008 | Latvijas Avīze   | 2018 | FK Ulbroka         |      |                    |
| 1999 | Hanzas Maiznīca/Rēzekne | 2009 | FK Lekrings      | 2019 | FK Lielvārde       |      |                    |
| 2000 | Ķekavas Bulldogs        | 2010 | Mogo-RTU/Rockets | 2020 | ―                  |      |                    |
| 2001 | RA/Arrows               | 2011 | Mogo-RTU/Rockets | 2021 | Rubene Floorball   |      |                    |
| 2002 | Rubene Floorball        | 2012 | FK Lielvārde     | 2022 | FK Lekrings        |      |                    |
| 2003 | Ķekavas Bulldogs        | 2013 | FK Lekrings      | 2023 | FK Lielvārde       |      |                    |